# Фацилитатор
Фацилитатор је, у социјалном раду, улога стручних радника која укључује саветовање, охрабривање, омогућавање, изражавање осећања клијената, интерпретацију понашања, дискусију алтернативних решења ситуације, обезбеђење подршке и сл. У таквим околностима социјални радник преузима улогу омогућивача, помагача, медијатора и „брокера“ клијента.